# Гаврилов, Эдуард Иванович
Эдуард Иванович Гаврилов (8 октября 1933, Воронеж — 15 сентября 2011) — советский и казахстанский орнитолог, доктор биологических наук (1980), профессор (1983).
В 1956 году окончил биолого-почвенный факультет Воронежского государственного университета. В 1956—1959 годах работал зоологом в Чапаевском противочумном отделении Минздрава СССР. В 1959—1964 годах — младший научный сотрудник Казахского научно-исследовательского института защиты растений. Затем работал в Институте зоологии АН Казахстана: в 1964—1967 годах старший научный сотрудник, в 1980—1987 годах заместитель директора по научной работе. С 1990 года главный научный сотрудник этого института.
Основные научные труды в области орнитологии. Гаврилов — один из авторов многотомной сводки «Птицы Казахстана» (Государственная премия КазССР, 1978). Руководитель исследовании по миграции птиц в Азиатской части бывшего СССР.

## Сочинения
- Сезонные миграции птиц на территории Казахстана, Л.. 1979;
- Сезонные переплеты птиц в предгорьях Западного Тянь-Шаня, Л., 1985 (соавт.);
- Фауна и распространение птиц Казахстана, А., 1999.